# Sarbazan
Sarbazan település Franciaországban, Landes megyében. Lakosainak száma 1151 fő (2022. január 1.). Sarbazan Pouydesseaux, Roquefort, Saint-Gor és Saint-Justin községekkel határos.

## Népesség
A település népessége az elmúlt években az alábbi módon változott:
| Lakosok száma | 730  | 872  | 940  | 1083 | 1155 | 1180 | 1176 | 1158 | 1153 | 1151 |
|               | 1968 | 1982 | 1990 | 2006 | 2013 | 2015 | 2017 | 2019 | 2020 | 2022 |